# Охотник за разумом. Схватка
«Охотник за разумом. Схватка» (англ. No Man of God, буквальный перевод «Не Божий человек») — американский художественный фильм 2021 года режиссёра Эмбер Роуз Сили с Элайджей Вудом и Люком Керби в главных ролях. Получил противоречивые отзывы критиков.

## Сюжет
Действие фильма происходит в 1980-х годах. Главный герой фильма — аналитик из ФБР Билл Хагмайер, который проводит серию интервью с преступником Тедом Банди, убившим больше 20 женщин и приговорённым за это к смертной казни. Постепенно Билл начинает поддаваться очарованию Теда, несмотря на предупреждения руководства. Он пытается помочь Теду добиться помилования, но терпит неудачу. Билл видится с Тедом в ночь перед казнью и ожесточается, видя, что тот не раскаивается в содеянном. В финальной сцене Билл разговаривает по телефону с сыном, когда объявляют, что Тед мёртв.

## В ролях
- Элайджа Вуд — Билл Хагмайер
- Люк Керби — Тед Банди
- Роберт Патрик — Роджер Депью
- Алекса Палладино — Кэролин Либерман
- Кристиан Клеменсон — доктор Джеймс Добсон
- У. Эрл Браун — надзиратель Уилкенсон
- Эллисон Бэйвер — Марша Таннер

## Релиз и оценки
Премьера фильма состоялась в июне 2021 года на кинофестивале Трайбека. На большие экраны картина вышла 27 августа 2021 года.
На сайте-агрегаторе отзывов Rotten Tomatoes фильм получил рейтинг 81 % со средней оценкой 7.10/10. Рецензенты с этого ресурса констатируют, что недостаток оригинальности в сюжете компенсируется здесь отличным исполнением. На сайте Metacritic «Охотник за разумом» получил 67 баллов из 100, что указывает на «в целом положительные отзывы». Многие критики характеризовали картину как «скучное кино о маньяке». Для рецензента «Коммерсанта» это «медленное кино, почти докудрама» с «театральным напряжением» во многих сценах, демонстрирующая женское видение проблемы серийных убийц. Обозреватель портала HorrorZone увидел оригинальность картины в том, что маньяк в ней показан как обычный человек «со специфическим хобби».